# Derek Warwick
Pour les articles homonymes, voir Warwick.
Derek Warwick, né le 27 août 1954 à Alresford dans le Hampshire en Angleterre, est un pilote automobile anglais, présent en Formule 1 de 1981 à 1993. Il a disputé 146 Grands prix et inscrit 71 points. Son meilleur résultat en course est une deuxième place (en 1984 à Zolder et Brands-Hatch). Warwick a également réalisé deux meilleurs tours en course et mené à deux reprises un Grand Prix.

## Biographie

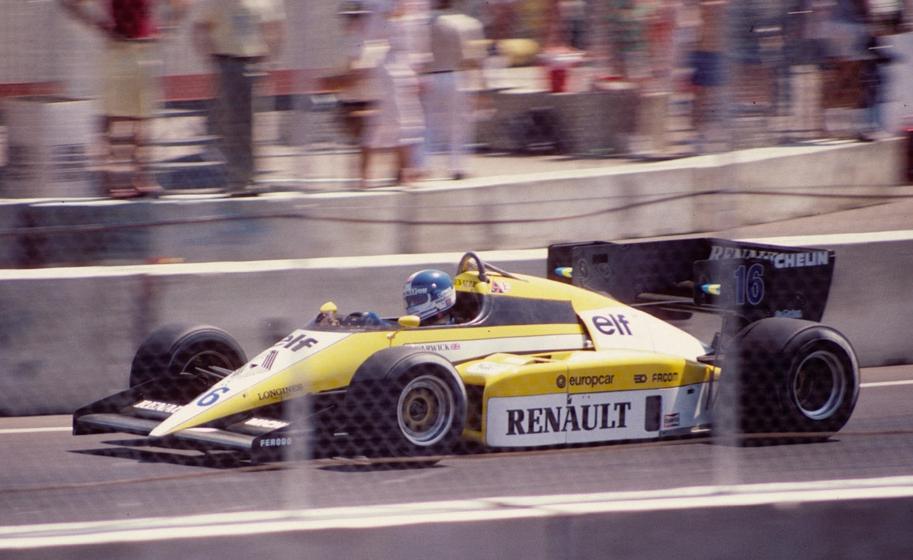
Derek Warwick, en 1984, au volant de la Renault RE50 au Grand Prix de Dallas

Révélé par son duel en 1978 face à Nelson Piquet dans les championnats britanniques de Formule 3, Derek Warwick accède à la Formule 1 en 1981, dans la modeste écurie Toleman. Auteur de débuts prometteurs compte tenu de la faiblesse du matériel dont il dispose, il est recruté en 1984 par la puissante écurie Renault, passée très proche des titres mondiaux l'année précédente.
Après avoir manqué de peu de décrocher son premier succès en Grand Prix dès sa première course chez Renault (au GP du Brésil 1984), il décroche le premier podium de sa carrière au GP d'Afrique du Sud 1984 en terminant troisième à un tour des McLaren-TAG Porsche de Niki Lauda et Alain Prost mais subit, de même que son coéquipier Patrick Tambay, les baisses de performances de l'écurie française. Malgré deux autres podiums glanés au fil de la saison, il termine le championnat à la septième place. Son choix de rester chez Renault en 1985 s'avère être une erreur car l'écurie française ne parvient pas à sortir de la crise et annonce d'ailleurs son retrait de la Formule 1 à la fin de la saison.
Malgré deux saisons décevantes, la réputation de Warwick demeure intacte : au Royaume-Uni les observateurs le considèrent comme le meilleur pilote du pays devant Nigel Mansell. Annoncé chez Lotus pour 1986, Warwick se retrouve pourtant sans volant en début de saison. Son transfert dans la prestigieuse écurie britannique a en effet été dénoncé par Ayrton Senna (alors premier pilote de Lotus, et très influent au sein de l'équipe), qui craignait que Lotus ne disperse ses forces en recrutant un deuxième pilote de trop grande valeur. Après cet échec, Warwick ne retrouvera plus jamais d'occasions de piloter pour une écurie compétitive.
L'écurie Brabham Racing Organisation fait appel à lui à la mi-saison 1986 pour remplacer Elio De Angelis, qui s'est tué en essais privés. Puis, en 1987, il rejoint l'écurie Arrows (abonnée au ventre mou des grilles de départ) pour trois ans. En 1990, il passe enfin chez Lotus, mais l'équipe britannique est alors en pleine crise financière et sportive et ne permet pas à Derek de briller. Cette année-là, Warwick se met tout de même en évidence à l'occasion du Grand Prix d'Italie. Victime d'un effroyable accident dans la Parabolique de Monza à l'issue du premier tour, le pilote britannique parvient à sortir acrobatiquement du cockpit de sa monoplace retournée, avant de se diriger en titubant vers son stand, sous les ovations du public, afin de prendre part au deuxième départ au volant de sa voiture de réserve. Révélateur de son flegme mais également de son courage, cet épisode contribuera à faire de Warwick un des personnages les plus populaires de la F1.
En 1991, il quitte la Formule 1 pour participer au florissant Championnat du monde des voitures de sport, pour le compte de Jaguar, puis de Peugeot. En 1992, il remporte ainsi les 24 Heures du Mans sur la Peugeot 905 en compagnie de Yannick Dalmas et de Mark Blundell et devient également champion du monde des voitures de sport.
Warwick effectue son retour à la Formule 1 en 1993, dans l'écurie Footwork Racing (nouveau nom de Arrows), mais sans guère de réussite, ce qui le conduit à quitter définitivement la Formule 1.
À partir de 1994, il se reconvertit dans les épreuves de Tourisme, et notamment dans le BTCC (British Touring Car Championship). Plus tard, il occupera des fonctions décisionnelles au sein de l'écurie 888, qui engage des voitures en BTCC ainsi que dans le championnat australien de V8 Supercars.
En 2005, Derek Warwick est sorti de sa retraite sportive pour disputer les trois courses du championnat de monoplaces Grand Prix Masters, destiné aux anciennes gloires de la F1.

## Résultats en championnat du monde de Formule 1
| Saison | Écurie                                            | Châssis        | Moteur            | Pneus    | GP disputés | Points | Classement |
| ------ | ------------------------------------------------- | -------------- | ----------------- | -------- | ----------- | ------ | ---------- |
| 1981   | Candy Toleman Motorsport                          | TG 181         | Hart l4 turbo     | Pirelli  | 1           | 0      | Nc.        |
| 1982   | Candy Toleman Motorsport Toleman Group Motorsport | TG 181C TG 183 | Hart l4 turbo     | Pirelli  | 10          | 0      | Nc.        |
| 1983   | Candy Toleman Motorsport                          | TG 183         | Hart l4 turbo     | Pirelli  | 15          | 9      | 14e        |
| 1984   | Équipe Renault Elf                                | RE50           | Renault V6 turbo  | Michelin | 16          | 23     | 7e         |
| 1985   | Équipe Renault Elf                                | RE60 RE60B     | Renault V6 turbo  | Michelin | 15          | 5      | 13e        |
| 1986   | Motor Racing Developments Ltd                     | BT55           | BMW l4 turbo      | Pirelli  | 10          | 0      | Nc.        |
| 1987   | USF&G Arrows Megatron                             | A10            | Megatron l4 turbo | Goodyear | 16          | 3      | 16e        |
| 1988   | USF&G Arrows Megatron                             | A10B           | Megatron l4 turbo | Goodyear | 16          | 17     | 7e         |
| 1989   | Arrows Grand Prix International                   | A10B           | Megatron l4 turbo | Goodyear | 15          | 7      | 10e        |
| 1990   | Camel Team Lotus                                  | 102            | Lamborghini V12   | Goodyear | 16          | 3      | 14e        |
| 1993   | Footwork Mugen Honda                              | FA13B FA14     | Mugen-Honda V10   | Goodyear | 16          | 4      | 15e        |

## Résultats aux 24 Heures du Mans
| Année | Voiture             | Équipe                | Équipiers                            | Résultat  |
| ----- | ------------------- | --------------------- | ------------------------------------ | --------- |
| 1983  | Porsche-Kremer CK5  | Porsche Kremer Racing | Patrick Gaillard / Frank Jelinski    | Abandon   |
| 1986  | Jaguar XJR-6        | Silk Cut Jaguar TWR   | Eddie Cheever / Jean-Louis Schlesser | Abandon   |
| 1991  | Jaguar XJR-12       | Silk Cut Jaguar TWR   | Andy Wallace / John Nielsen          | 4e        |
| 1992  | Peugeot 905 Evo 1B  | Peugeot Talbot Sport  | Mark Blundell / Yannick Dalmas       | Vainqueur |
| 1996  | Courage C36-Porsche | Courage Compétition   | Mario Andretti / Jan Lammers         | 13e       |

## Autres victoires en voitures de sport
- 1 000 kilomètres de Brands Hatch en 1983;
- 1 000 kilomètres de Silverstone en 1986;
- 430 kilomètres de Monza en 1991;
- 430 kilomètres de Silverstone en 1991;
- 430 kilomètres du Nürburgring en 1991;
- 500 kilomètres de Silverstone en 1992;
- 1 000 kilomètres de Suzuka en 1992.

## Palmarès
- Champion de Grande-Bretagne de Formule 3 en 1978;
- Vainqueur des 24 Heures du Mans 1992;
- Champion du monde des voitures de sport en 1992;
  - Vice-champion du monde des voitures de sport en 1991.

## Divers
- Auteur d'un début de carrière prometteur en sport automobile, son frère cadet Paul Warwick a trouvé la mort lors d'une course du championnat britannique de Formule 3000 en 1991. Il fut tout de même sacré champion, à titre posthume.